# Canberra Vikings
Canberra Vikings – australijski zespół rugby union z siedzibą w Canberze utworzony w 2014 roku w celu uczestniczenia w National Rugby Championship przez konsorcjum Brumbies, University of Canberra i Tuggeranong Vikings, przejęty następnie całkowicie przez ten ostatni. W 2007 roku zespół brał udział w jedynym rozegranym sezonie Australian Rugby Championship, zaś na przełomie wieków grał w stanowych rozgrywkach Nowej Południowej Walii i Queensland (Shute Shield, Queensland Premier Rugby i Tooheys New Cup).

## Historia
Zespół pod nazwą Canberra Kookaburras został utworzony, by reprezentować Australijskie Terytorium Stołeczne w międzystanowych pojedynkach. Po raz pierwszy zagrał w Shute Shield w roku 1995, a w debiutanckim meczu wzięli udział m.in. Geoff Didier, George Gregan, Joe Roff czy Stephen Larkham, w tym też sezonie dotarł do finału tych rozgrywek. Po usunięciu z ligi z Sydney trzykrotnie, w latach 2001–2003, zwyciężał w Queensland Premier Rugby, zaś w kolejnych dwóch sezonach brał udział w Tooheys New Cup.
Jego drugie wcielenie uczestniczyło w 2007 roku w Australian Rugby Championship, jednak zespół, podobnie jak rozgrywki, został zlikwidowany po pierwszym sezonie.
Po raz trzeci drużyna powstała w ramach konsorcjum Brumbies, University of Canberra i Tuggeranong Vikings po ogłoszeniu utworzenia National Rugby Championship jako jedna z dziewięciu uczestniczących w inauguracyjnym sezonie rozgrywek. Szkoleniowcem zespołu został Dan McKellar, asystent trenera Brumbies. Skład został ogłoszony 1 sierpnia 2014 roku, a kapitanem zespołu został mianowany Fotu Auelua. W drugim sezonie szkoleniowcem został Brad Harris, zaś kapitanem Jarrad Butler, który powrócił w tej roli także rok później. Już w grudniu 2015 roku pojawiły się prasowe doniesienia o złożeniu do Australian Rugby Union przez Brumbies wniosku o wycofanie z rozgrywek zespołu Canberra Vikings i zastąpieniu go nową drużyną reprezentującą stołeczne terytorium. Na początku czerwca 2016 roku wraz z przedstawieniem nowego szkoleniowca, Wayne’a Southwella, ogłoszono jednak, że trójstronna umowa została przedłużona jeszcze na jeden sezon, po którym miał nastąpić rebranding zespołu na Canberra Kookaburras. Ostatecznie jednak w roku 2017 drużyna została przejęta przez Vikings Sports Group, właścicieli Tuggeranong Vikings, którzy zobowiązali się do przeznaczania 250 tysięcy AUD rocznie na jej utrzymanie. Utrzymano jednocześnie nazwę i klubowe barwy z trzech pierwszych sezonów, choć rozważano, by w jednej z rund zawodnicy wystąpili w tradycyjnych strojach ACT Kookaburras. Trenerem zespołu został Tim Sampson, który na kapitana wyznaczył olimpijczyka Toma Cusacka.

## Stadion
Domowe mecze zespołu były rozgrywane na Viking Park.

## Stroje
Zawodnicy przywdziewali czerwono-biało-czarne stroje, a ich kolory były przedmiotem petycji i publicznych debat.

## Składy

### Skład 2007
Jared Barry, Alister Campbell, Matt Carraro, Mark Chisholm, Tim Cornforth, Huia Edmonds, Anthony Faingaʻa, Saia Faingaʻa, Francis Fainifo, Solomona Fainifo, Gene Fairbanks, Dan Guinness, Nick Haydon, Anthony Hegarty, Nic Henderson, Ben Johnston, Rowan Kellam, Jack Kennedy, Peter Kimlin, Christian Lealiʻifano, Eddie McLaughlin, Beau Mokotupu, Patrick Phibbs, Dan Raymond, Julian Salvi, Pauliasi Taumoepeau, Jone Tawake, John Ulugia, Jack Vanderglas, Adam Wallace-Harrison, Tim Wright.

### Skład 2014
W składzie na sezon 2014 znaleźli się prócz szesnastu graczy Brumbies także zawodnicy rezerw oraz wszystkich siedmiu klubów uczestniczących w rozgrywkach ACTRU Premier Division: Allan Alaalatoa, Les Makin, Scott Sio, Jean-Pierre Smith, Ruan Smith, Sione Taula / Seilala Lam, Siliva Siliva, Mitch Wade / Sam Carter, Gareth Clouston, Dave McKern, Tom Staniforth / Fotu Auelua, Jarrad Butler, Tim Cree, Sean Doyle, Rowan Perry, Jordan Smiler / Michael Dowsett, Joe Powell / Rod Iona, Isaac Thompson / Nigel Ah Wong, Matt Hawke, Christian Lealiʻifano, Pat McCabe, Jake Rakic / Jerome Nuimata, Liam Slater, Drew Southwell, Henry Speight, Joe Tomane / Robbie Coleman, Jesse Mogg, Brendon Taueki. Carter, Lealiʻifano, McCabe i Sio byli przydzielonymi do zespołu aktualnymi reprezentantami kraju i ich udział w zawodach był zależny od obowiązków w kadrze.

### Skład 2015
W składzie na sezon 2015 znaleźli się prócz graczy Brumbies zawodnicy wszystkich siedmiu klubów lokalnych rozgrywek: Ben Alexander, Allan Alaalatoa, Leslie Leulua'iali'i-Makin, Phil Kite, Tyrell Lomax, Sione Talua / Robbie Abel, Albert Anae, Connal McInerney / Rory Arnold, Blake Enever, Gareth Clouston, Dave McKern / Jarrad Butler, Tui Kamikamica, Dean Oakman-Hunt, Michael Oakman-Hunt, Dan Penca, Rowan Perry, Jordan Smiler, Ita Vaea / Brent Hamlin, Joe Powell, Rod Iona, Christian Lealiʻifano, Mitch Third / Nigel Ah Wong, James Dargaville, Frankie Fainifo, Jake Rakic / Jake Knight, Jerome Nuimata, Lausii Taliauli, Henry Speight, Ratu Tagive, Joe Tomane / Aidan Toua, Isaac Thompson. Speight, Lealiʻifano i Tomane byli przydzielonymi do zespołu aktualnymi reprezentantami kraju i ich udział w zawodach był zależny od obowiązków w kadrze.

### Skład 2016
W składzie na sezon 2016 znaleźli się prócz graczy Brumbies zawodnicy wszystkich siedmiu klubów lokalnych rozgrywek: Allan Alaalatoa, Nick Dobson, Ray Dobson, Les Makin, Scott Sio, Faalelei Sione, Sione Taula / Robbie Abel, Josh Mann-Rea, Connal McInerney / Rory Arnold, Sam Carter, Blake Enever, Tom Staniforth, Darcy Swain / Jarrad Butler, OJ Noa, Dean Oakman-Hunt, Dan Penca, Jordan Smiler / Brent Hamlin, Joe Powell / Alex Horan, Jordan Jackson-Hope, Nick Jooste / Edan Campbell-O’Brien, James Dargaville, Jamie Kotz, Tevita Kuridrani, Jake Rakic, Andrew Robinson, Eli Sinoti, Andrew Smith, Henry Speight, Lausii Taliauli / Robbie Coleman, Isaac Thompson.

### Skład 2017
W składzie na sezon 2017 znaleźli się prócz czternastu graczy Brumbies zawodnicy z lokalnych klubów: Andrew Robinson, Andrew Muirhead, Angus Wagner, Angus Allen, Ben Hyne, Ben Johnston, Blake Enever, Brodie Leber, Darcy Swain, Dean Oakman-Hunt, Ernest Suavai, Folau Fainga'a, Fred Dorrough, George Morseu, Harry Lloyd, James Dargaville, Joel Penders, Jordan Jackson-Hope, Josh White, Lausii Taliauli, Len Ikitau, Les Makin, Liam Mosely, Liam Rasch, Lolo Fakaosilea, Mack Hansen, Max Bode, Michael Oakman-Hunt, Pedro Rolando, Rob Valetini, Robbie Abel, Ryan Lonergan, Sam Thomas, Faalelei Sione, Sione Taula, Tom Cusack, Tom Banks, TP Luteru, Wharenui Hawera.